# 우주 광고

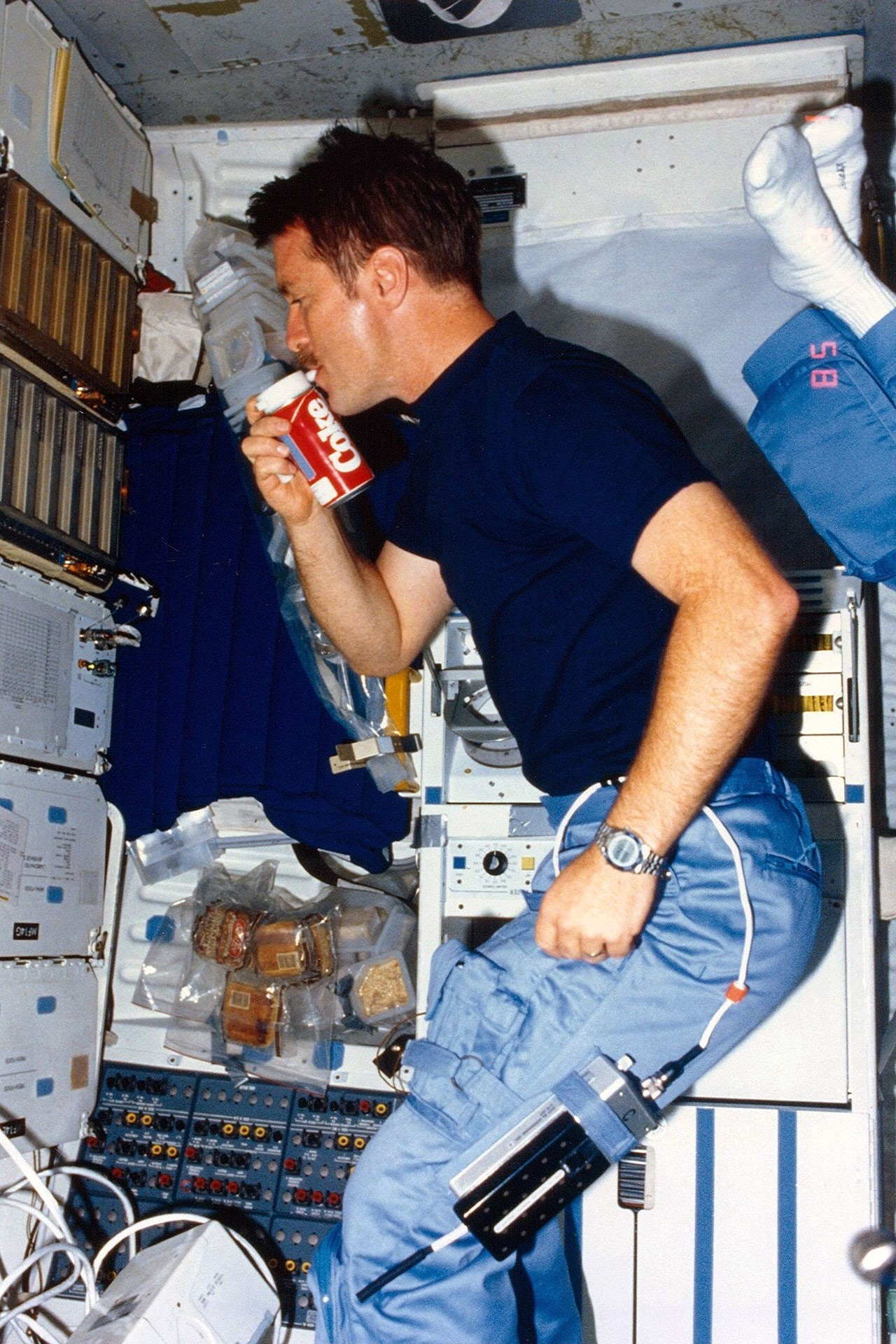
우주 콜라 전쟁 중 무중력을 위해 설계된 특수 캔으로 코카콜라를 마시고 있는 우주비행사 토니 잉글랜드.

우주 광고(space advertising)는 우주 공간에 광고를 하는 행위이다. 이는 일반적으로 유인 우주 임무 중 제품 배치를 통해 수행된다.
우주 광고는 눈에 띄는 광고와 눈에 띄지 않는 광고의 두 가지 범주로 분류된다.
눈에 띄는 우주 광고는 망원경이나 기타 기술 장치의 도움 없이 지구 표면에 있는 개인에게 보이는 우주 공간의 광고이다. 국제법과 국내법 모두 우주 쓰레기(해를 끼칠 수 있는 우주 물체)와 지구 표면에서 천체 관측을 방해할 가능성에 대한 우려로 인해 눈에 띄는 우주 광고 관행을 규제한다. 현대의 규제와 기술적 역량으로 인해 우주 광고는 제한되지만, 대중문화에서는 다양한 형태로 지속되고 있다.
눈에 띄지 않는 우주 광고는 우주복, 위성, 로켓의 로고와 같이 우주에 있는 다른 유형의 광고를 가리키는 용어이다.